# Лофура Эдвардса
Лофура Эдвардса, или фазан Эдвардса (лат. Lophura edwardsi), — вид птиц из семейства фазановых. Подвидов не выделяют. Эндемик тропических лесов Вьетнама. Вид описан в 1896 году и назван в честь французского орнитолога Альфонса Мильн-Эдвардса. В длину достигает 58—65 см. Кожа красная. Самцы сине-чёрного цвета, имеют хохолок, а самки тускло-коричневые.

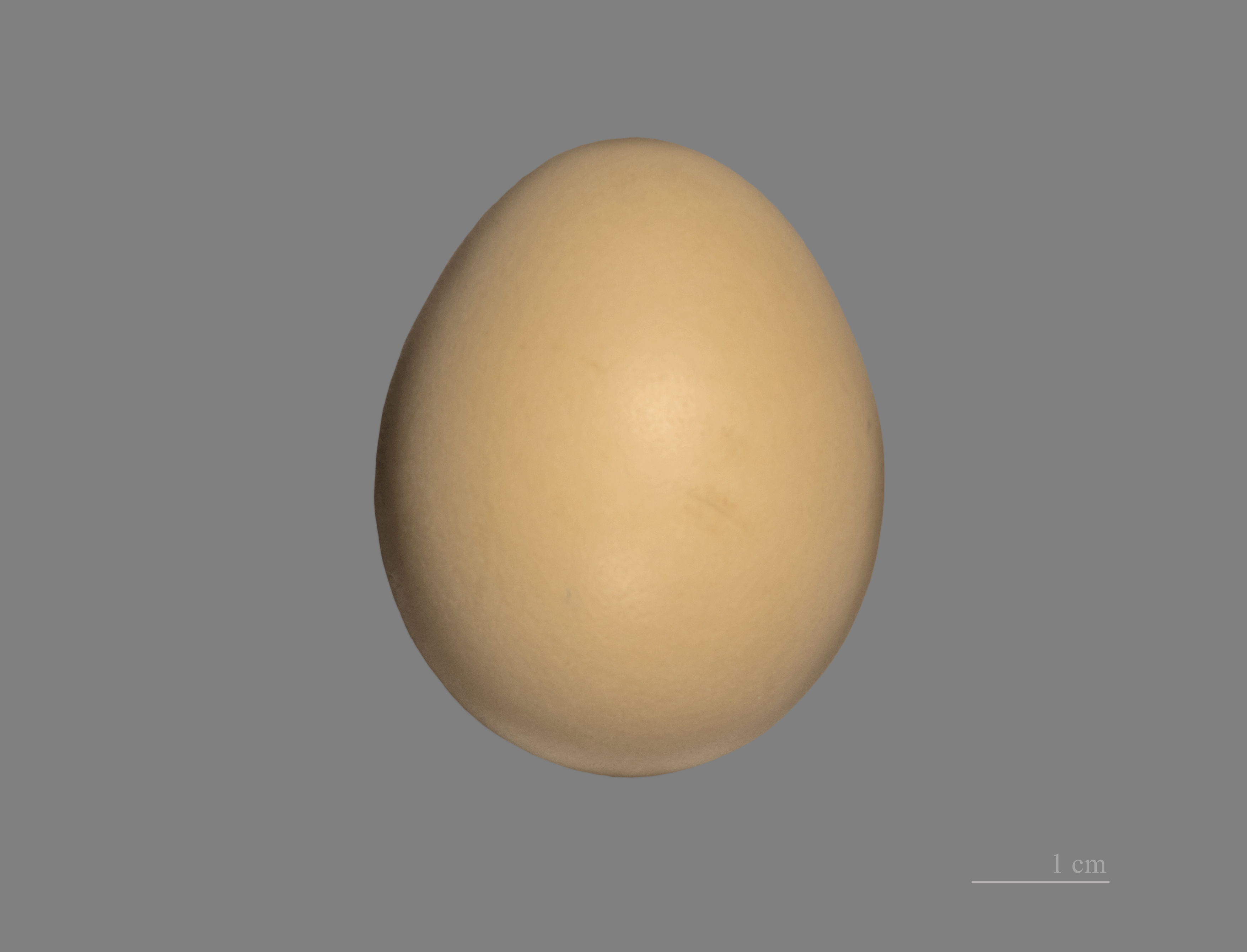
Яйцо Lophura edwardsi

В 2012 году лофура Эдвардса была занесена в список видов на грани исчезновения в BirdLife International ввиду уменьшения популяций из-за вырубки леса, охоты и применения дефолиантов. Оценка количества животных варьируется от 50 до 249 особей (в дикой природе). С 2000 года лофуры не наблюдались человеком, и в 2010 году Всемирная Ассоциация фазанов получила финансирование от Фонда сотрудничества для сохранения экосистем, находящихся в критическом состоянии для исследования лесов Центрального Вьетнама.